# 巴贝里诺-迪穆杰洛
巴贝里诺-迪穆杰洛（義大利語：Barberino di Mugello），是意大利托斯卡纳大区佛罗伦萨广域市的一个市镇。总面积133.71平方公里，人口10853人，人口密度81.2人/平方公里（2009年）。ISTAT代码为048002。

## 友好城市
- 法國 贝通